# 하우명 효자정각
하우명 효자정각은 대한민국 경기도 시흥시 신천동에 있다. 1988년 5월 31일 시흥시의 향토유적 제11호로 지정되었다.

## 개요
조선 전기 영의정 하연의 3남 하우명의 효를 기리는 정각이다.